# 干渉 (ウイルス学)
ウイルス学における干渉（かんしょう、interference）とは、1個の細胞に複数のウイルスが感染したときに一方あるいはその両方の増殖が抑制される現象。干渉の機構として、一方のウイルスが吸着に必要なレセプターを占領あるいは破壊してしまうために他方のウイルスが吸着することができなくなる。増殖に必要な成分が一方に利用され、他方が利用できない。一方が他方の増殖を阻害する因子を放出するなどの異種ウイルス間の干渉現象のほか、同種ウイルス間で欠陥干渉粒子（DI粒子）による増殖の阻害、インターフェロンによる増殖の抑制がある。